# Nouvelle cuisine française

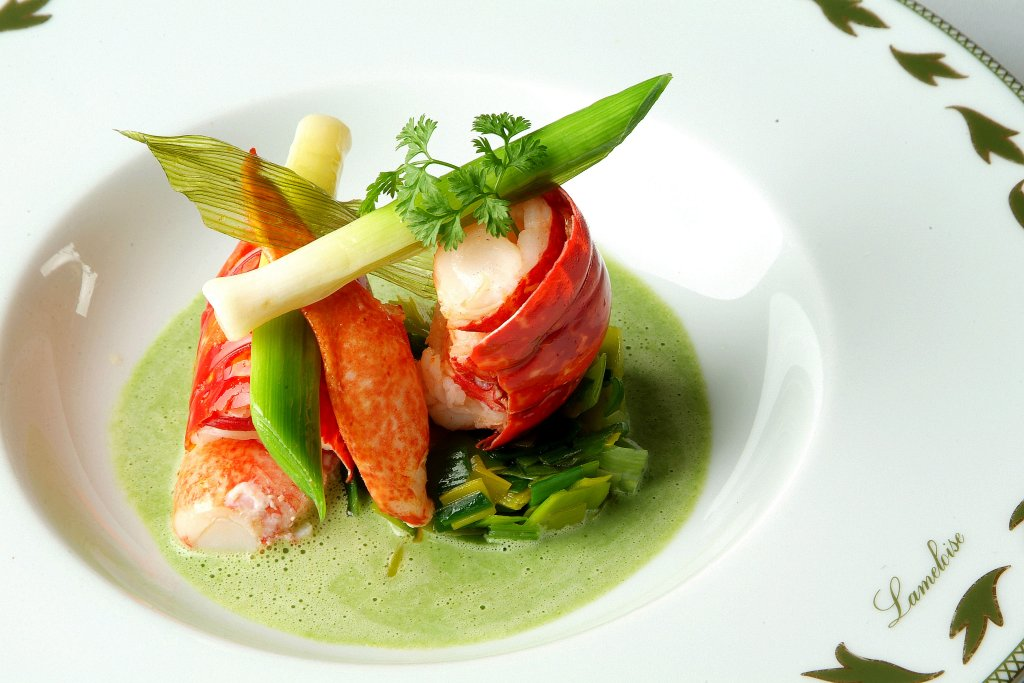
Um exemplo de apresentação de um prato da nouvelle cuisine

Nouvelle cuisine (em português: "Nova cozinha") é uma maneira de cozinhar e apresentar, usada na cozinha francesa a partir da década de 1970. Em contraste com a cozinha clássica, a nouvelle cuisine é caracterizada pela leveza, delicadeza dos pratos e a ênfase na apresentação. Este movimento gastronômico revolucionou a "alta cozinha" e contribuiu definitivamente para que a estética e os valores nutricionais se firmassem na gastronomia moderna. Tanto a cozinha clássica como a nouvelle são formas de alta gastronomia. Ela tem como princípios básicos o envolvimento de sentidos, o estímulo do uso mútuo de percepções para gerar uma leitura mais complexa dos alimentos. Muitas vezes, encontram-se pratos trabalhados dentro de ambientes conceituais; existe também o uso de incensos, jogo de luzes, utilização de música e outros apetrechos intencionais; tudo cria um conjunto de sensações elaboradas, ilimitando o sabor e efeitos da comida diretamente aos sentidos humanos.